# ジョルジュ・ブレギー
ジョルジュ・ブレギー (Georges Bregy、1958年1月17日 - ）は、 スイスの元サッカー選手。元スイス代表。ポジションはミッドフィールダー。

## クラブ
1975年地元のクラブ、FCラーロンでキャリアをスタートさせる。そこで4年間プレーし、1979年、FCシオンに移籍する。すると彼はすぐにチームに欠かせない選手となり、1979–80、1981–82シーズンにスイスカップで優勝、1983–84シーズンにはリーグで21得点を記録し、得点王となった。1984年、ブレギーはBSCヤング・ボーイズに移籍。2年間プレーし、1985–86シーズンにスーパーリーグで優勝。その後FCシオンに戻り、そこで50試合26得点を記録。1987–88シーズンの途中、スイス2部のFCマルティニに移籍。半年ほどプレーし、FCローザンヌへ移籍。2年間プレーし、1990年、再びBSCヤング・ボーイズに移籍。4シーズンプレーし、クラブでのキャリアは、ここが最後となった。

## 代表
1984年から1994年にかけてスイス代表として54試合に出場し、12得点を記録した。一度は代表を離れたものの、1994年ワールドカップ予選で監督のロイ・ホジソンによって呼び戻され、5年ぶりに代表に復帰した。ブレギーは36歳のベテランとして1994 FIFAワールドカップに出場。アメリカ戦ではフリーキックからゴールを決めた。同国代表はグループリーグを突破したが、決勝トーナメント、スペイン戦で0-3とされ、ベスト16で大会を終えた。ブレギーはスペイン戦を最後に現役を引退した。

## 引退後
引退後、FCラーロンで選手兼任監督を務める。その後、UEFA'A Proライセンスの所有者として、ローザンヌ、FCトゥーン、FCチューリッヒで指導。2003年からはプロサッカー界を離れ、アマチュアチームで指導しながら、保険のコンサルタントとして働いている。

## タイトル

### クラブ
ヤング・ボーイズ
- スーパーリーグ: 1985–86

FCシオン
- スイスカップ: 1979–80, 1981–82

### 個人
- スーパーリーグ得点王: 1983–84